# Презентизм (история)
Презентизм (англ. present — настоящее время) — направление в методологии истории XX века (особенно в США в 20-40-х годах), рассматривающее историческую науку не как отражение объективных, имевших место в прошлом явлений, а лишь как выражение идеологических отношений современности. Таким образом, презентизм отвергает возможность объективной исторической истины.
«Презентизм как новый режим историчности и методология не стесняется провозглашать, что интерес историков к прошлому диктуется запросами нынешнего общества», — отмечала С. К. Цатурова. По её словам: «Презентизм возвращает нас к оптимизму рубежа XIX–XX вв. в духе лозунга Б. Кроче „Всякая история должна быть современной“».

## Политический презентизм
Состоит в пренебрежении интересами будущих поколений при выработке политических решений. По мнению публичного философа Романа Кржнарика причина политического презентизма заключается в том, что представительная демократия игнорирует интересы ещё не рождённых людей. Кржнарик указывает, что у граждан будущего нет никаких прав: в подавляющем большинстве стран не существует государственных органов, которые представляли бы их интересы или потенциальные взгляды на принимаемые сегодня решения.